# Advanced Extremely High Frequency
Advanced Extremely High Frequency (AEHF) — группировка спутников защищенной связи, которая обеспечивают защищенную и устойчивую к помехам связь представителей американского командования с развернутыми воинскими частями и подразделениями.
По оценкам специалистов, стоимость AEHF-4 составляет около $1,8 млрд. Использовать возможности спутника смогут также союзники США, в том числе Великобритания, Канада и Нидерланды. Ожидается, что всего будет произведено семь аппаратов этого типа.
Спутники AEHF используют большое количество узконаправленных лучей, направленных на Землю, для передачи сообщений пользователям и от них. Перекрестные связи между спутниками позволяют им передавать сообщения напрямую, а не через наземную станцию. Спутники предназначены для обеспечения помехоустойчивой связи с низкой вероятностью перехвата. Они включают в себя радиотехнологию со скачкообразной перестройкой частоты, а также антенны с фазированной решеткой, которые могут адаптировать свои диаграммы направленности для того, чтобы заблокировать потенциальные источники помех.

## Запуск и позиционирование
Спутники AEHF отправляются в космос с использованием усовершенствованной ракеты-носителя (EELV). Вес полезного груза при запуске составляет приблизительно 6600 кг, к тому времени, когда вырабатывает всё горючее для достижения правильной орбиты, его вес составляет уже 4100 кг. Спутники будут работать на геосинхронной орбите Земли; Требуется более 100 дней проводить орбитальные корректировки, прежде чем спутники достигают своей стабильной географической позиции после запуска.
| Спутник          | Дата запуска          |
| ---------------- | --------------------- |
| AEHF-1 (USA-214) | 14 августа 2010 года  |
| AEHF-2 (USA-235) | 4 мая 2012 года       |
| AEHF-3 (USA-246) | 18 сентября 2013 года |
| AEHF-4 (USA 288) | 17 октября 2018 года  |
| AEHF-5 (USA-292) | 8 августа 2019 года   |
| AEHF-6 (USA-295) | 26 марта 2020 года    |